# مارتين باركر
مارتين باركر (بالإنجليزية: Martyn Barker)‏ هو طبال بريطاني، ولد في 9 سبتمبر 1959.

## وصلات خارجية
- مارتين باركر على موقع ميوزك برينز (الإنجليزية)
- مارتين باركر على موقع أول ميوزيك (الإنجليزية)
- مارتين باركر على موقع ديسكوغز (الإنجليزية)